# شارک هلمت
شارک هلمت (انگلیسی: Shark Helmet) شرکت تجهیزات ورزشی فرانسوی است، که در سال ۱۹۸۶ تأسیس شد.